# E-Science
E-Science （或称为 eScience）是计算密集型的学科，通常是指利用高速分布式网络环境进行科学研究，或是要求网格计算大量数据集，有时也包括分布式协同工作的技术。
这个概念首先由英国的科技部办公室主任约翰·泰勒（John Taylor）于1999年首次提出，并于2000年11月投入了大量资金启动了关于这方面的研究。其在包括社会模拟，粒子物理，地球科学和生物信息学等领域有巨大需求。目前，在粒子物理领域目前已经有了发达的e-Science基础设施，利用分布式计算来分析计算结果和存储2008年起来自欧洲CERN的大型强子对撞机的数据。